# 吉恩惠
吉恩惠（韓語：길은혜，1988年10月5日—），韓國女演員。

## 演出作品

### 電視劇
- 2013年：KBS《學校2013》飾演 吉恩惠
- 2013年：MBC QueeN《美甲店Paris》飾演 美惠
- 2014年：KBS《漂亮男人》飾演 野營女
- 2014年：JTBC《貴夫人》飾演 素拉
- 2014年：MBC《薔薇色戀人們》飾演 徐珠映
- 2015年：KBS《橘皮馬末蘭果醬》飾演 趙雅拉
- 2016年：KBS《怪異家族》飾演 姜三月
- 2016年：MBC《拖旅行箱的女人》飾演 金宥利
- 2017年：SBS《愛情的溫度》飾演 李玄伊
- 2018年：Channel A《拜託了咖啡》飾演 副組長 姜憶娜
- 2019年：KBS《僅此一次的愛情》飾演 金璐娜
- 2020年：TV朝鮮《偶然的家族》飾演 吉恩惠
- 2023年：SBS《花書生熱愛史》飾演 朴貴人

### 電影
- 1999年：《Tell Me Something（朝鲜语：텔 미 썸딩）》
- 2011年：《我的黑色超短裙（朝鲜语：마이 블랙 미니드레스）》
- 2011年：《媽媽（朝鲜语：마마 (2011년 영화)）》
- 2013年：《年輕的藝術家們》飾演 吉老師
- 2013年：《沒有解藥》飾演 正花
- 2015年：《戀愛的味道》飾演 成基的前女友

### 綜藝節目
- 2013年：MBC《無限挑戰》

## 外部連結
- 吉恩惠的Instagram帳戶
- 吉恩惠在NAVER上的资料
- 吉恩惠在Daum上的资料